# Bataille d'al-Qaïm (2017)
Pour les articles homonymes, voir Bataille d'al-Qaïm.
Seconde guerre civile irakienne
La bataille d'al-Qaïm a lieu lors de la seconde guerre civile irakienne. Elle débute le 26 octobre 2017 par une offensive des forces irakiennes et alliées visant à reprendre la ville d'al-Qaïm et ses environs, qui forment alors la dernière poche tenue par l'État islamique en Irak. Al-Qaïm est reprise le 3 novembre, suivie par la petite ville voisine de Rawa le 17 novembre. Au terme de l'offensive, l'État islamique perd les dernières villes qu'il contrôlait en Irak.

## Prélude
La ville d'Al-Qaïm est contrôlée par l'État islamique depuis juin 2014, elle se situe sur les bords de l'Euphrate, à l'ouest de la province d'al-Anbar, près de la frontière syrienne et face à la ville de Boukamal. Au cours de la seconde guerre civile irakienne, la province d'al-Anbar connait de rudes combats entre l'été 2014 et l'été 2016, voyant notamment ses deux principales villes, Ramadi et Falloujah, être prises par les djihadistes, puis reprises par les troupes irakiennes,.
Fin 2016, l'armée irakienne a regagné du terrain dans la région mais elle concentre ensuite ses efforts dans la bataille de Mossoul ; les opérations à al-Anbar connaissent alors une pause jusqu'à la chute de la ville, en juillet 2017. Le 16 septembre 2017, l'armée irakienne relance une offensive dans l'ouest de la province d'al-Anbar et s'empare le premier jour d'Akashat, une ville située dans le désert au sud-ouest d'al-Qaïm,.
L'armée irakienne attaque ensuite depuis l'est, en longeant l'Euphrate en direction d'al-Qaïm : le 19 septembre, elle reprend la localité de Rayhana ; puis le 21 septembre, elle s'empare de la ville d'Anah,,. Les troupes irakiennes passent ensuite des jours à désamorcer plus d'un millier de mines et d'engins explosifs dans les environs. À l'ouest d'Anah, al-Qaïm et Rawa sont alors les dernières villes contrôlées par l'État islamique en Irak. 
Lorsque l'offensive débute en octobre 2017, le nombre d'habitants présents dans la région tenue par l'EI est estimé à 150 000, dont 50 000 dans la ville d'al-Qaïm. La population de Rawa est quant à elle de 20 000 habitants.

## Forces en présence
L'offensive est menée par le général irakien Qassem al-Mohammedi. Elle engage les forces armées irakiennes, les unités du contre-terrorisme — dites de la division d'or — la police fédérale et les Hachd al-Chaabi, composées majoritairement de milices chiites mais aussi de milices tribales sunnites. L'armée engage notamment la 7e division, commandée par le général Nomane al-Zobaï. Ces forces sont soutenues par la force aérienne irakienne et les forces aériennes de la coalition internationale ; notamment des États-Unis, de la France, du Royaume-Uni et de l'Australie. L'armée française engage également ses CAESAR de la Task force Wagram.
Les forces de l'État islamique dans la région sont quant à elles estimées à 1 500 hommes par l'armée irakienne.

## Déroulement

Avancées des forces irakiennes dans le sud de la province d'Al-Anbar.
Territoire contrôlé par le régime irakien et ses alliés
Territoire contrôlé par l'État islamique
Territoire contrôlé par le régime syrien et ses alliés
Territoire contrôlé par les Forces démocratiques syriennes

Le 26 octobre, le premier ministre Haïder al-Abadi annonce le début de l'offensive contre l'État islamique à al-Qaïm et Rawa ; il déclare : « Les légions héroïques fondent vers le dernier repaire du terrorisme en Irak. Les gens de l'EI n'ont d'autre choix que de mourir ou de se rendre ». La coalition internationale déclare également qu'il s'agit « du dernier grand combat » en Irak contre l'État islamique.
L'offensive est lancée sur quatre axes : à l'est, en suivant l'Euphrate, ainsi qu'au nord, au sud et au sud-est, à travers les régions désertiques,.
Le matin du 3 novembre, après un pilonnage des positions djihadistes par l'aviation et l'artillerie de l'Irak et de la coalition, l'armée irakienne, la division d'or et les Hachd al-Chaabi entrent dans la ville d'al-Qaïm. Elles lancent l'assaut sur Saada, Husseiba et al-Karabla, en périphérie, puis elles s'emparent d'un premier quartier, Gaza, situé au sud-ouest de la ville. La résistance des djihadistes est faible et le reste de la ville est reconquis dans l'après-midi, de même que son poste-frontière avec la Syrie à Husaybah. Le 5 novembre le premier ministre Haïder al-Abadi se rend à al-Qaïm, où il hisse symboliquement le drapeau irakien,. 
Rawa est alors la dernière ville irakienne contrôlée par l'État islamique. Le 11 novembre, l'armée irakienne annonce le début de l'offensive pour sa reconquête. Deux divisions d'infanterie et des milices tribales sunnites prennent part à l'assaut. Le 17 novembre, ces forces entrent dans la ville par le côté ouest et s'en emparent en totalité en quelques heures. L'État islamique perd alors la dernière ville qu'il contrôlait en Irak ; les derniers djihadistes se replient dans le désert d'al-Anbar, ratissé par l'armée irakienne et les milices sunnites,.

## Déplacés
Au premier jour de l'offensive, l'Organisation internationale pour les migrations (OIM) déclare que 65 000 civils ont déjà fui la province d'al-Anbar depuis le début de l'année. Le Norwegian Refugee Council (NRC) déclare pour sa part que plus de 10 000 habitants de la région d'al-Qaïm ont fui vers les camps de réfugiés de Ramadi depuis début octobre.